# Imkereigerät

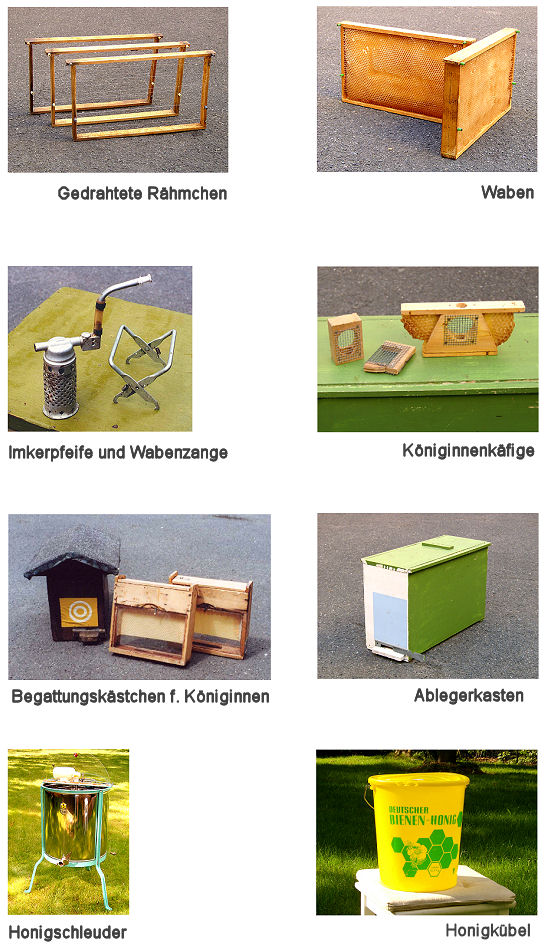
Verschiedene heutige Imkerwerkzeuge und -geräte

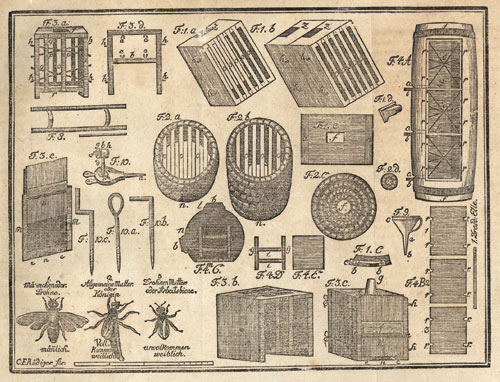
Imkereigerät im 19. Jahrhundert, Tafel aus Riem, Werner: Der praktische Bienenvater. Leipzig 1820

Imkereigeräte sind Maschinen, Werkzeuge und Geräte des Imkers zur Arbeit an Bienenvölkern und zur Gewinnung von Bienenprodukten. Imkergeräte lassen sich den verschiedenen Arbeitsbereichen der Imkerei zuordnen. Diese sind:
- Arbeit am Bienenvolk
  - Imkerpfeife oder Smoker (Rauchapparat), um die Stechbereitschaft der Bienen zum Beispiel bei einem Eingriff des Imkers in das Volk zu senken.
  - Gedrahtete Rähmchen und Mittelwände
  - Stockmeißel zum Trennen der Zargen voneinander und Lösen der Waben aus den Zargen
  - Wabenheber oder Wabenzange (Metallhaken zur Entnahme der Waben aus den Zargen)
  - Bienenbesen oder Abkehrbesen oder (früher) auch Gänseflügel, zum Abkehren der Bienen von der Wabe zum Beispiel bei der Honigentnahme
  - Absperrgitter zum Aussperren der Bienenkönigin aus dem Honigraum
  - Bienenflucht, um den Honigraum vor der Honigernte von Bienen zu befreien.
  - Stockwaage (Wägevorrichtung), zur Ermittlung und Überwachung der Gewichtsveränderungen eines Bienenvolkes („Trachtbeobachtung“)
  - Zargenheber (oder Beutenheber), eine mechanische Hebelapparatur zum erleichterten Anheben einer oder mehrerer Zargen

- Königinnenzucht
  - Umlarvlöffel zum Umbetten von ein bis zweitägigen Bienenlarven in Weiselzellen (Näpfchen)
  - Zusetzkäfig oder auch Königinnenkäfig („Iltis“) zum Zusetzen einer fremden Königin in ein weiselloses Bienenvolk

- Wandern der Bienenvölker in die verschiedenen Trachten
  - Wandergurte, zur Sicherung beim Transport
  - Einhänggriffe für die Gurte zum Tragen der Beuten oder Sackkarre zum Bewegen der Beuten

- Honiggewinnung und -verarbeitung
  - Honigschleuder (Zentrifuge), zur Gewinnung des Honigs aus den Waben
  - Honigsieb, zum Zurückhalten von hauptsächlich Wachsteilchen und
  - Entdeckelungsmesser oder Entdeckelungsgabel zum Entfernen der Wachsdeckel von mit Honig gefüllten Waben
  - Refraktometer, zum Messen des Wassergehaltes des noch in den Waben befindlichen Honigs
  - Abfüllkanne mit Quetschhahn
  - Lagergefäße, lebensmittelecht aus Edelstahl oder PE (Polyethylen)
  - temperaturgesteuerte Wärmebox oder Wärmeschrank, zum schonenden Erwärmen (Verflüssigen, max. 40 °C) des Honig beim Abfüllen in Gläser
  - Rührstab (von Hand) oder Rührgerät (sehr langsame Drehzahl), um eine grobe Kristallisation zu verhindern

- Gewinnung und Verarbeitung von Bienenwachs, Pollen und Propolis
  - Wachsschmelzer, zur Gewinnung von Wachs aus entnommenen Rahmen
  - Mittelwandform und Mittelwandpresse zur Erzeugung von neuen Mittelwänden aus Wachs
  - Propolisgitter zur Erzeugung von Propolis
  - Bienenpollensammler (oder Pollenfalle), zum Sammeln von Pollen